# Бёмит
Бёми́т — минерал из класса гидроокислов с химической формулой γ-AlO(OH). Назван по фамилии немецкого минералога И. Бёма (Johannes Böhm) (1857—1938), установившего путём рентгенометрических исследований присутствие этого минерала в боксите, сходного по кристаллической структуре с лепидокрокитом. Открыт в 1927 г.
ММА-статус действителен, описан впервые до 1959 г. (до ММА)

## Классификация
| Strunz Classification (8-е издание)         | 4/F.06 — 20 |
| Nickel-Strunz Classification (10-е издание) | 4.FE.15     |
| Dana Classification (8-е издание)           | 6.1.2.1     |
| Hey's Chemical Index of Minerals            | 7.6.2       |

## Физические свойства
| Цвет                    | часто бесцветный или белый с желтоватым, красноватым, розоватым, зеленоватым оттенком                 |
| Цвет черты              | белая, серая                                                                                          |
| Блеск                   | стеклянный, на плоскостях спайности — перламутровый; в тонкопластинчатых агрегатах иногда шелковистый |
| Прозрачность            | прозрачный до полупрозрачного                                                                         |
| Твердость (шкала Мооса) | 3,5                                                                                                   |
| Прочность               | хрупкий                                                                                               |
| Спайность               | весьма совершенная по {010}, совершенная по {100}, и весьма несовершенная по {001}                    |
| Излом                   | неровный, в агрегатах — до раковистого, иногда мелкозернистого                                        |
| Плотность (измеренная)  | 3,02—3,05 г/см3                                                                                       |
| Плотность (расчетная)   | 3,08 г/см3                                                                                            |

## Оптические свойства
| Тип                             | двухосный (+)                                        |
| Показатели преломления          | nα = 1,644—1,648; nβ = 1,654—1,657; nγ = 1,661—1,668 |
| Угол 2V                         | измеренный: 74° до 88°, рассчитанный: 80°            |
| Максимальное двулучепреломление | δ = 0,017—0,020                                      |
| Оптический рельеф               | умеренный                                            |
| Дисперсия оптических осей       | слабая                                               |

## Кристаллографические свойства
| Сингония                    | ромбическая (орторомбическая)                              |
| Класс симметрии             | ромбо-, бипирамидальный                                    |
| Параметры ячейки            | a = 3,693 Å; b = 12,221 Å; c = 2,865 Å                     |
| Отношение осей              | a:b:c = 0,302 : 1 : 0,234                                  |
| Число формульных единиц (Z) | 4                                                          |
| Объём элементарной ячейки   | V 129,30 Å3 (рассчитано по параметрам элементарной ячейки) |

## Химический состав
Редко анализ показывает до 98 % AlO(OH). Обычны примеси Fe2O3 (до 3,2 %), SiO2 (до 5,3 %), TiO2 (до 4,1 %), иногда CaO (до 1,8 %), MgO (до 1 %), Na2O+K2O (до 0,6 %), связанные в основном с механическими загрязнениями и адсорбцией, хотя часть их изоморфна (Fe). Особо надо отметить изоморфные примеси Ga2O3 (до 0,07 %) и Sc.

## Облик кристаллов
В трещинах и порах среди боксита, а также продуктов разложения нефелина устанавливается в виде очень мелких пластинчатых или чечевицеобразных кристалликов. Обычно же распространен в виде скрытокристаллической массы или в колломорфных образованиях (в бокситах)

## Диагностические признаки
Макроскопически трудно отличается от гиббсита, с которым часто образует очень тесные смеси (бокситы). Отличия можно выявить лишь в явнокристаллических выделениях либо рентгенографически и термографически.
Перед паяльной трубкой не плавится, белеет и расщепляется по спайности. В стеклянной трубке выделяет воду. В кислотах нерастворим.

## Минеральная ассоциация
Гидраргиллит (гиббсит), диаспор, каолинит. Каолинит, гиббсит, диаспор (боксит). Нефелин, гиббсит, диаспор, натролит, анальцим (нефелиновые пегматиты).

## Происхождение
Образуется обычно при разложении и гидролизе силикатов алюминия (особенно при выветривании полевых шпатов) в условиях тропического климата.
Бёмит является составной частью алюминиевой руды — бокситов.

## Месторождения
Некоторое время бёмит был известен лишь в экзогенных месторождениях боксита. Он встречен в древней коре выветривания в Яковлевском месторождении (КМА) в ассоциации с каолинитом на метаморфических сланцах железо-магнезиально-глиноземистого состава. Позже он был установлен как низкотемпературный гидротермальный минерал в виде мелких кристалликов в пустотах среди пегматитов щелочных пород в Вишневых горах (Средний Урал) в ассоциации с водяно-прозрачным гиббситом на игольчатых кристаллах цеолита (натролита).

## Практическое значение
Руда на алюминий.